# Нова-Палма
Нова-Палма (порт. Nova Palma) — муниципалитет в Бразилии, входит в штат Риу-Гранди-ду-Сул. Составная часть мезорегиона Западно-центральная часть штата Риу-Гранди-ду-Сул. Входит в экономико-статистический микрорегион Рестинга-Сека. Население составляет 6410 человек на 2006 год. Занимает площадь 313,506 км². Плотность населения — 20,4 чел./км².

## История
Город основан 29 июля 1960 года.

## Статистика
- Валовой внутренний продукт на 2003 составляет 69.378.402,00 реалов (данные: Бразильский институт географии и статистики).
- Валовой внутренний продукт на душу населения на 2003 составляет 10.899,99 реалов (данные: Бразильский институт географии и статистики).
- Индекс развития человеческого потенциала на 2000 составляет 0,803 (данные: Программа развития ООН).